# Allen Ginsberg
Irwin Allen Ginsberg (Paterson, Nova Jersey, 3 de juny del 1926 - 5 d'abril del 1997) fou un poeta beat estatunidenc. Enllaç entre el moviment beat dels anys cinquanta i els hippys dels anys seixanta, i com a estudiant de la Universitat de Colúmbia a la dècada del 1940, va començar una amistat amb Lucien Carr, William S. Burroughs i Jack Kerouac, formant el nucli de la Generació beat. Es va oposar enèrgicament al militarisme, al materialisme econòmic i a la repressió sexual, i va encarnar diversos aspectes d'aquesta contracultura amb les seves opinions sobre les drogues, el sexe, el multiculturalisme, l'hostilitat a la burocràcia. i l'obertura a les religions orientals.
La poesia de Ginsberg estava molt influïda pel modernisme, el romanticisme, el beat i la cadència del jazz, a més, per la seva pràctica del budisme Kagyu i el seu origen jueu. Es considerava hereu de William Blake i de Walt Whitman. La potència dels poemes de Ginsberg, els seus llargs versos i la seva exuberància del Nou Món, reflectien la continuïtat de la inspiració que reclamava. Altres influències també incloïen al poeta estatunidenc William Carlos Williams.
Conegut pel seu poema Howl, Ginsberg va denunciar el que considerava les forces destructives del capitalisme i el conformisme als Estats Units. La policia de San Francisco i la duana dels EUA van confiscar còpies de Howl el 1956, i un judici per obscenitat posterior el 1957 va atreure una gran publicitat a causa del llenguatge del poema i les descripcions del sexe heterosexual i homosexual en un moment en què les lleis de sodomia convertien els actes homosexuals (masculins) en un crim a cada estat. El poema reflectia la pròpia sexualitat de Ginsberg i les seves relacions amb uns quants homes, inclòs Peter Orlovsky, la seva parella de tota la vida. El jutge Clayton W. Horn va dictaminar que Howl no era obscè, preguntant-se: «Hi hauria llibertat de premsa o d'expressió si cal reduir el seu vocabulari a eufemismes innòcus?»
Ginsberg va ser un budista que va estudiar àmpliament les disciplines religioses orientals. Va viure modestament, comprant la seva roba a botigues de segona mà i residint en apartaments a l'East Village de la ciutat de Nova York. Un dels seus professors més influents va ser el budista tibetà Chögyam Trungpa, el fundador de l’Institut Naropa a Boulder, Colorado. A instàncies de Trungpa, Ginsberg i la poeta Anne Waldman van començar allà l'Escola Jack Kerouac de Poètica Desencarnada el 1974.
Durant dècades, Ginsberg va estar actiu en protestes polítiques sobre una sèrie de temes, des de la Guerra del Vietnam fins a la guerra contra les drogues. El seu poema Setembre a Jessore Road va cridar l'atenció sobre els refugiats que fugien del genocidi de Bangla Desh de 1971, exemplificant el que la crítica literària Helen Vendler va descriure com la persistent oposició de Ginsberg a la política imperial i la persecució dels impotents. La seva col·lecció The Fall of America va compartir el National Book Award for Poetry el 1974. El 1979, va rebre la medalla d'or del National Arts Club i va ser inclòs a l'Acadèmia Americana d'Arts i Lletres. Va ser finalista del Premi Pulitzer el 1995 pel seu llibre Cosmopolitan Greetings: Poems 1986–1992.

## Biografia

### Primers anys i família
Ginsberg va néixer a una família jueva a Newark, i va créixer a la propera Paterson (Nova Jersey). Era el segon fill de Louis Ginsberg, també nascut a Newark, mestre d'escola i poeta publicat, i de l'antiga Naomi Levy, nascuda a Nével (Rússia) i fervent marxista.
Quan era adolescent, Ginsberg va començar a escriure cartes al New York Times sobre qüestions polítiques, com la Segona Guerra Mundial i els drets dels treballadors. Va publicar els seus primers poemes al Paterson Morning Call. Mentre estava a l'institut, Ginsberg es va interessar per les obres de Walt Whitman, inspirat per la lectura apassionada del seu professor. El 1943, Ginsberg es va graduar a l'Eastside High School i va assistir breument al Montclair State College abans d'entrar a la Universitat de Colúmbia amb una beca de la Young Men's Hebrew Association de Paterson. Ginsberg tenia la intenció d'estudiar dret a Columbia, però més tard es va especialitzar en literatura.
El 1945, es va unir a la Marina mercant per guanyar diners per continuar la seva formació a Columbia. Mentre estava a Columbia, Ginsberg va col·laborar a la revista literària Columbia Review, la revista d'humor Jester, va guanyar el Woodberry Poetry Prize, va exercir com a president de la Philolexian Society (grup literari i de debat) i es va unir a la Boar's Head Society (societat de poesia). Era resident a Hartley Hall, on també vivien altres poetes de la Beat Generation com Jack Kerouac i Herbert Gold. Ginsberg ha afirmat que considerava que el seu seminari de primer any a Great Books, impartit per Lionel Trilling, era el seu curs favorit de Columbia. El 1948, es va graduar a Columbia amb una llicenciatura en literatura anglesa i americana.
Segons The Poetry Foundation, Ginsberg va passar uns quants mesos en una institució mental després que va declarar bogeria durant una audiència. Se suposa que estava sent processat per albergar béns robats a la seva habitació. Es va assenyalar que l'objecte robat no era seu, sinó que pertanyia a un conegut. Ginsberg també va participar en lectures públiques a l’església episcopal de Sant Marc de Bowery, que més tard celebraria un servei commemoratiu per ell després de la seva mort.

### Relació amb els seus pares
Ginsberg es va referir als seus pares en una entrevista de 1985 com filòsofs de delicatessen passats de moda. La seva mare també era membre actiu del Partit Comunista i va portar Ginsberg i el seu germà Eugene a les reunions del partit. Ginsberg va dir més tard que la seva mare inventava històries abans d'anar a dormir que deien una cosa així com: «El bon rei va sortir del seu castell, va veure els treballadors que patien i els va curar». Del seu pare Ginsberg va dir: «El meu pare ho faria. anar per casa recitant Emily Dickinson i Longfellow per sota del seu alè o atacar a TS Eliot per arruïnar la poesia amb el seu obscurantisme. Vaig sospitar ambdues parts».
Naomi Ginsberg tenia esquizofrènia que sovint es manifestava com a deliris paranoides, pensaments desordenats i múltiples intents de suïcidi. Ella afirmaria, per exemple, que el president els havia implantat aparells d'escolta a casa seva i que la seva sogra intentava matar-la. La seva sospita dels que l'envolten va fer que Naomi s'apropés al jove Allen, la seva petita mascota, com diu Bill Morgan a la seva biografia de Ginsberg, titulada I Celebrate Myself: The Somewhat Private Life of Allen Ginsberg. També va intentar suïcidar-se tallant-se els canells i aviat va ser traslladada a Greystone, un hospital psiquiàtric; passaria gran part de la joventut de Ginsberg en hospitals psiquiàtrics. Les seves experiències amb la seva mare i la seva malaltia mental van ser una gran inspiració per a les seves dues obres principals, Howl i el seu llarg poema autobiogràfic Kaddish for Naomi Ginsberg (1894–1956) .
Quan estava a l'escola secundària, va acompanyar la seva mare en autobús al seu terapeuta. El viatge va pertorbar profundament a Ginsberg: ho va esmentar i altres moments de la seva infantesa a Kaddish. Les seves experiències amb la malaltia mental de la seva mare i la seva institucionalització també es refereixen amb freqüència a Howl. Per exemple, Pilgrim State, Rockland, and Grey Stone's foetid halls és una referència a les institucions freqüentades per la seva mare i Carl Solomon, aparentment el tema del poema: Pilgrim State Hospital i Rockland State Hospital de Nova York i Greystone Park Psychiatric Hospital. a Nova Jersey. Això és seguit aviat per la línia amb la mare finalment ******. Ginsberg va admetre més tard que l'eliminació era l'exclamatiu fotut. També diu de Salomó a la secció tres: «Estic amb tu a Rockland on imites l'ombra de la meva mare», mostrant una vegada més l'associació entre Salomó i la seva mare.
Ginsberg va rebre una carta de la seva mare després de la seva mort responent a una còpia de Howl que li havia enviat. Va advertir a Ginsberg que fos bo i que es mantingués allunyat de les drogues; ella diu: «La clau és a la finestra, la clau està a la llum del sol a la finestra - tinc la clau - Casa't Allen no et drogis - la clau està a les reixes, a la llum del sol a la finestra». En una carta que va escriure al germà de Ginsberg, Eugene, va dir: «Els informadors de Déu vénen al meu llit, i Déu mateix el vaig veure al cel. La llum del sol també es veia, una clau al costat de la finestra per poder-me aconseguir. El groc del sol, també mostrava la clau al costat de la finestra». Aquestes cartes i l'absència d'una facilitat per recitar kaddish van inspirar Ginsberg a escriure Kaddish, que fa referències a molts detalls de la vida de Naomi, les experiències de Ginsberg amb ella i la carta, incloses les línies la clau està en el llum i la clau és a la finestra.

### Beats de Nova York
Durant el primer any de Ginsberg a Columbia, va conèixer el seu company de grau Lucien Carr, que el va presentar a una sèrie de futurs escriptors de Beat, com Jack Kerouac, William S. Burroughs i John Clellon Holmes. Es van vincular, perquè es van veure l'un en l'altre una il·lusió pel potencial de la joventut estatunidenca, un potencial que existia fora dels estrictes límits conformistes de l'Amèrica posterior a la Segona Guerra Mundial, l'era McCarthy. Ginsberg i Carr van parlar emocionats d'una New Vision (una frase adaptada de A Vision) de Yeats, per a la literatura i els Estats Units. Carr també va presentar Ginsberg a Neal Cassady, per qui Ginsberg tenia un llarg enamorament. En el primer capítol de la seva novel·la de 1957 On the Road, Kerouac va descriure la trobada entre Ginsberg i Cassady. Kerouac els va veure com el costat fosc (Ginsberg) i clar (Cassady) de la seva Nova Visió, una percepció derivada en part de l'associació de Ginsberg amb el comunisme, del qual Kerouac s'havia tornat cada cop més desconfiat. Encara que Ginsberg mai va ser membre del Partit Comunista, Kerouac el va batejar Carlo Marx a On the Road. Això va ser una font de tensió en la seva relació.
A més, a Nova York, Ginsberg va conèixer Gregory Corso al Pony Stable Bar. Corso, recentment sortit de la presó, va comptar amb el suport dels mecenes del Pony Stable i hi estava escrivint poesia la nit de la seva trobada. Ginsberg afirma que immediatament es va sentir atret per Corso, que era heterosexual, però que entenia l'homosexualitat després de tres anys a la presó. Ginsberg va quedar encara més impactat en llegir els poemes de Corso, adonant-se que Corso era dotat espiritualment. Ginsberg va presentar Corso a la resta del seu cercle íntim. En la seva primera reunió al Pony Stable, Corso va ensenyar a Ginsberg un poema sobre una dona que vivia enfront d'ell i que prenia el sol nua a la finestra. Sorprenentment, la dona va ser la xicota de Ginsberg amb qui vivia durant una de les seves incursions en l'heterosexualitat. Ginsberg va portar Corso al seu apartament. Allà la dona li va proposar sexe amb Corso, que encara era molt jove i va fugir espantat. Ginsberg va presentar Corso a Kerouac i Burroughs i van començar a viatjar junts. Ginsberg i Corso van romandre amics i col·laboradors de tota la vida.
Poc després d'aquest període de la vida de Ginsberg, es va relacionar sentimentalment amb Elise Nada Cowen després de conèixer-la a través d'Alex Greer, un professor de filosofia al Barnard College amb qui havia sortit durant un temps durant el període de desenvolupament de la naixent generació Beat. Com a estudiant de Barnard, Elise Cowen va llegir àmpliament la poesia d’Ezra Pound i TS Eliot, quan va conèixer Joyce Johnson i Leo Skir, entre altres intèrprets de Beat. Com que Cowen havia sentit una forta atracció per la poesia més fosca la major part del temps, la poesia Beat semblava proporcionar un atractiu al que suggereix un costat fosc de la seva persona. Mentre estava a Barnard, Cowen es va guanyar el sobrenom de Beat Alice ja que s'havia unit a un petit grup d'artistes i visionaris anti-establishment coneguts pels forasters com a beatniks, i una de les seves primeres conegudes a la universitat va ser la poeta beat Joyce Johnson que més tard va retratar. Cowen en els seus llibres, inclosos Personatges menors i Come and Join the Dance, que expressaven les experiències de les dues dones al Comunitat Barnard i Columbia Beat. A través de la seva associació amb Elise Cowen, Ginsberg va descobrir que compartien un amic comú, Carl Solomon, a qui més tard va dedicar el seu poema més famós Howl. Aquest poema es considera una autobiografia de Ginsberg fins a 1955, i una breu història de la Beat Generation a través de les seves referències a la seva relació amb altres artistes Beat d'aquella època.

### Lavisió de Blake
El 1948, en un apartament d’East Harlem, Ginsberg va experimentar una al·lucinació auditiva mentre es masturbava i llegia la poesia de William Blake, que més tard es referia com la seva visió de Blake. Ginsberg va afirmar haver escoltat la veu de Déu, també descrita com la veu de l’Antic dels dies, o del mateix Blake llegint Ah! Girasol, La rosa malalta i La nena perduda. L'experiència va durar uns quants dies, i ell creia que havia presenciat la interconnexió de l'univers; Ginsberg va explicar que després de mirar la gelosia de l'escala de foc de l'apartament i després el cel, va intuir que una havia estat feta per éssers humans, mentre que l'altra havia estat feta per ella mateixa. Va explicar que aquesta al·lucinació no es va inspirar en el consum de drogues, però va dir que va intentar recuperar la sensació d'interconnexió més tard amb diverses drogues.

### Renaixement de San Francisco
Ginsberg es va traslladar a San Francisco durant la dècada del 1950. Abans que Howl and Other Poems fos publicat el 1956 per City Lights, va treballar com a investigador de mercat.
El 1954, a San Francisco, Ginsberg va conèixer Peter Orlovsky (1933–2010), de qui es va enamorar i que va seguir sent la seva parella de tota la vida. S'han publicat seleccions de la seva correspondència.
També a San Francisco, Ginsberg va conèixer membres del Renaixement de San Francisco (James Broughton, Robert Duncan, Madeline Gleason i Kenneth Rexroth) i altres poetes que més tard s'associarien amb la Beat Generation en un sentit més ampli. El mentor de Ginsberg , William Carlos Williams, va escriure una carta introductòria al cap de proa del Renaixement de San Francisco Kenneth Rexroth, que després va introduir Ginsberg a l'escena poètica de San Francisco. Allà, Ginsberg també va conèixer tres poetes en aparició i entusiastes del zen que s'havien fet amics al Reed College: Gary Snyder, Philip Whalen i Lew Welch. El 1959, juntament amb els poetes John Kelly, Bob Kaufman, AD Winans i William Margolis, Ginsberg va ser un dels fundadors de la revista de poesia Beatitude.
Wally Hedrick —pintor i cofundador de la Six Gallery— es va apropar a Ginsberg a mitjans de 1955 i li va demanar que organitzés una lectura de poesia a la Six Gallery. Al principi, Ginsberg es va negar, però un cop va escriure un esborrany de Howl, va canviar de puta ment, com ell va dir. Ginsberg va anunciar l'esdeveniment com Sis poetes a la galeria Six. El 7 d'octubre de 1955 va tenir lloc un dels esdeveniments més importants del mite de Beat, conegut simplement com La lectura de la Galeria Sis . L'esdeveniment, en essència, va reunir les faccions de la costa est i oest de la Beat Generation. D'una importància més personal per a Ginsberg, la lectura d'aquella nit va incloure la primera presentació pública de Howl, un poema que va donar fama mundial a Ginsberg i a molts dels poetes associats amb ell. Un relat d'aquella nit es pot trobar a la novel·la de Kerouac The Dharma Bums, que descriu com es va recollir el canvi dels membres del públic per comprar gerres de vi, i Ginsberg llegint apassionadament, borratxo, amb els braços estesos.

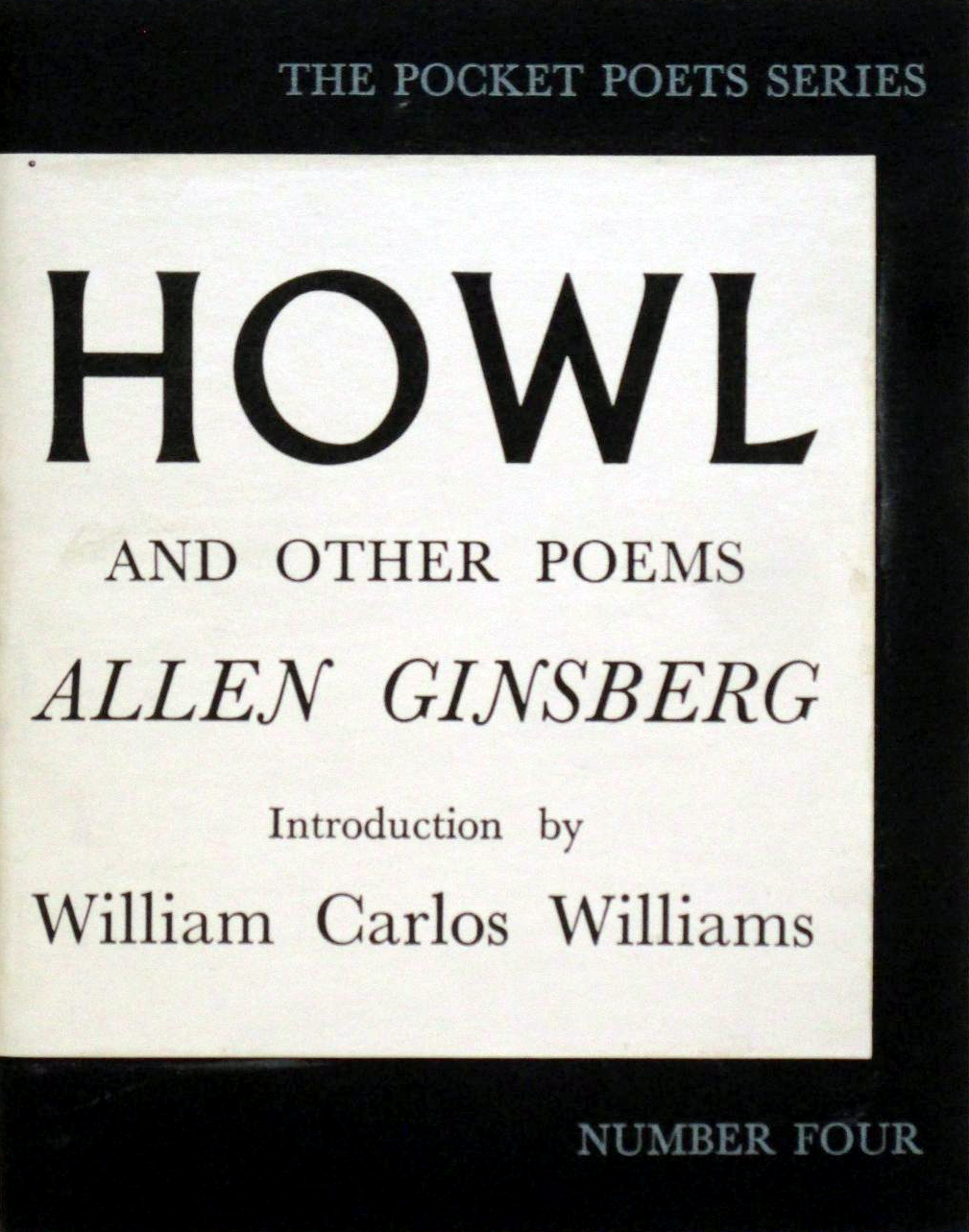
Portada de la primera edició de la col·lecció de poesia històrica de Ginsberg, Howl and Other Poems (1956)

L'obra principal de Ginsberg, Howl, és ben coneguda per la seva línia inicial: Vaig veure les millors ments de la meva generació destruïdes per la bogeria, morint de gana histèricament nues. [...]. Udoll va ser considerat escandalós en el moment de la seva publicació, per la cruesa del seu llenguatge. Poc després de la seva publicació el 1956 per la City Lights Bookstore de San Francisco, va ser prohibit per obscenitat. La prohibició es va convertir en una causa cèlebre entre els defensors de la Primera Esmena, i més tard va ser aixecada, després que el jutge Clayton W. Horn declarés que el poema posseïa un valor artístic redemptor. Ginsberg i Shig Murao, el gerent de City Lights que va ser empresonat per vendre Howl, es van fer amics de tota la vida.

### Continuació de l'activitat literària

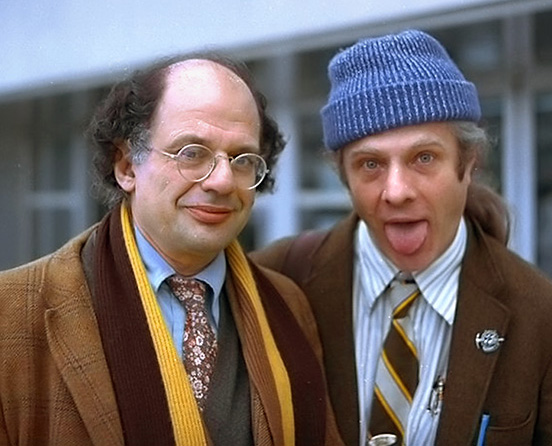
Ginsberg amb la seva parella, el poeta Peter Orlovsky. Foto feta l'any 1978

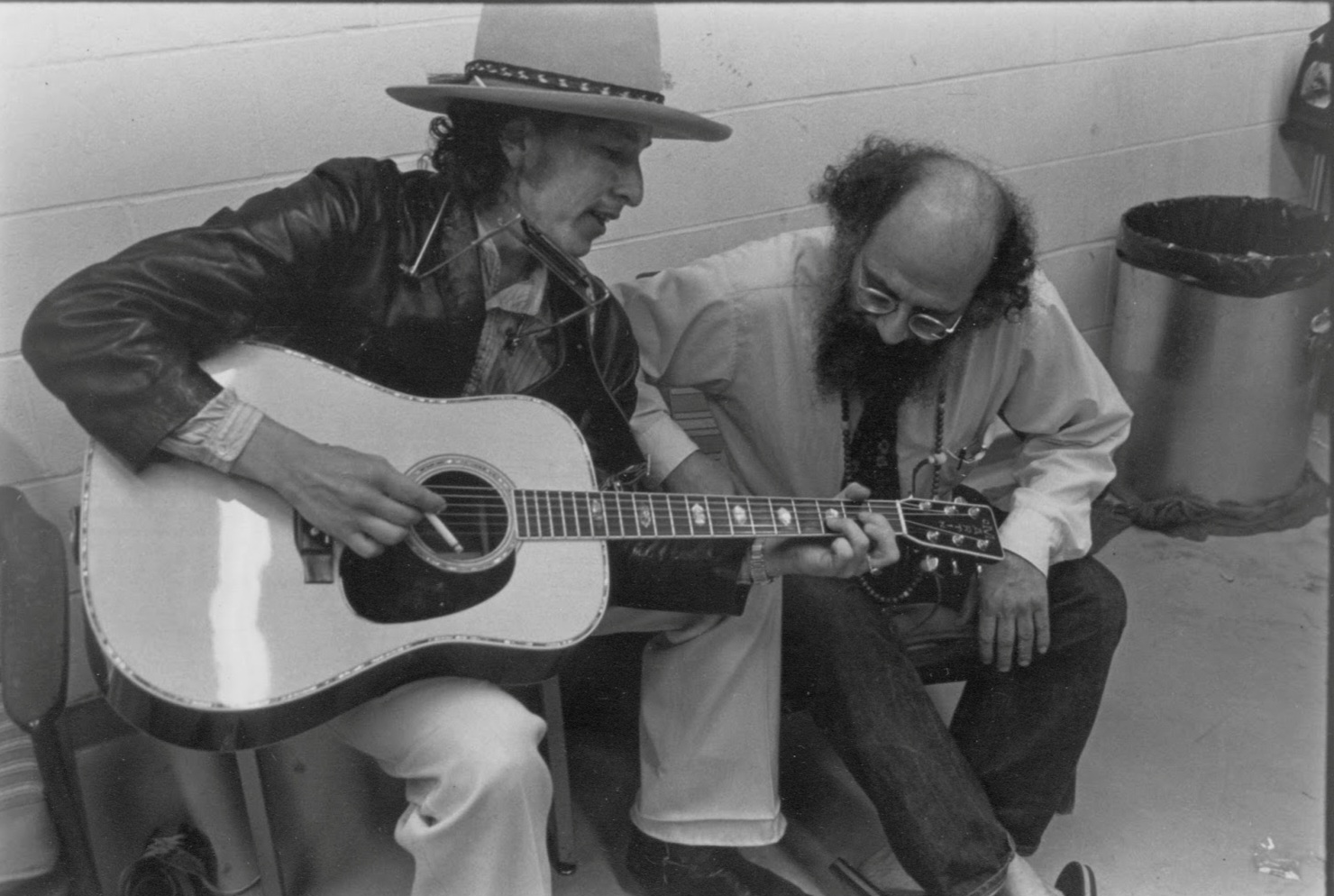
Retrat amb Bob Dylan, fet el 1975

### Budisme i Krishna

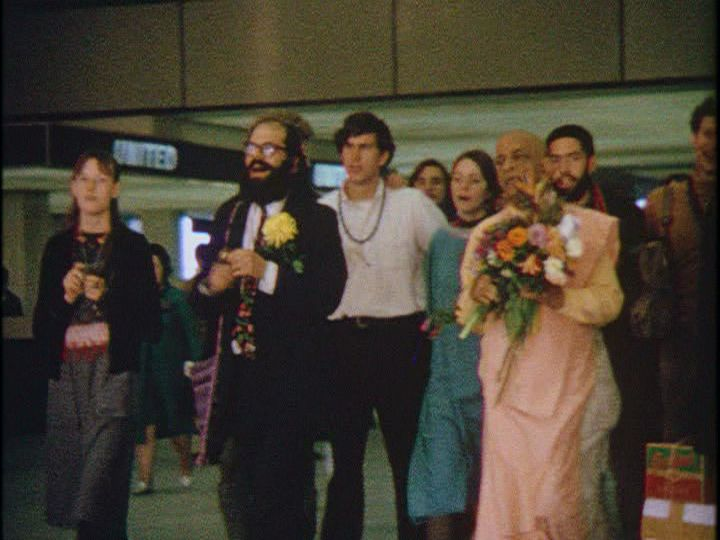
Allen Ginsberg saludant AC Bhaktivedanta Swami Prabhupada a l'aeroport internacional de San Francisco. 17 de gener de 1967

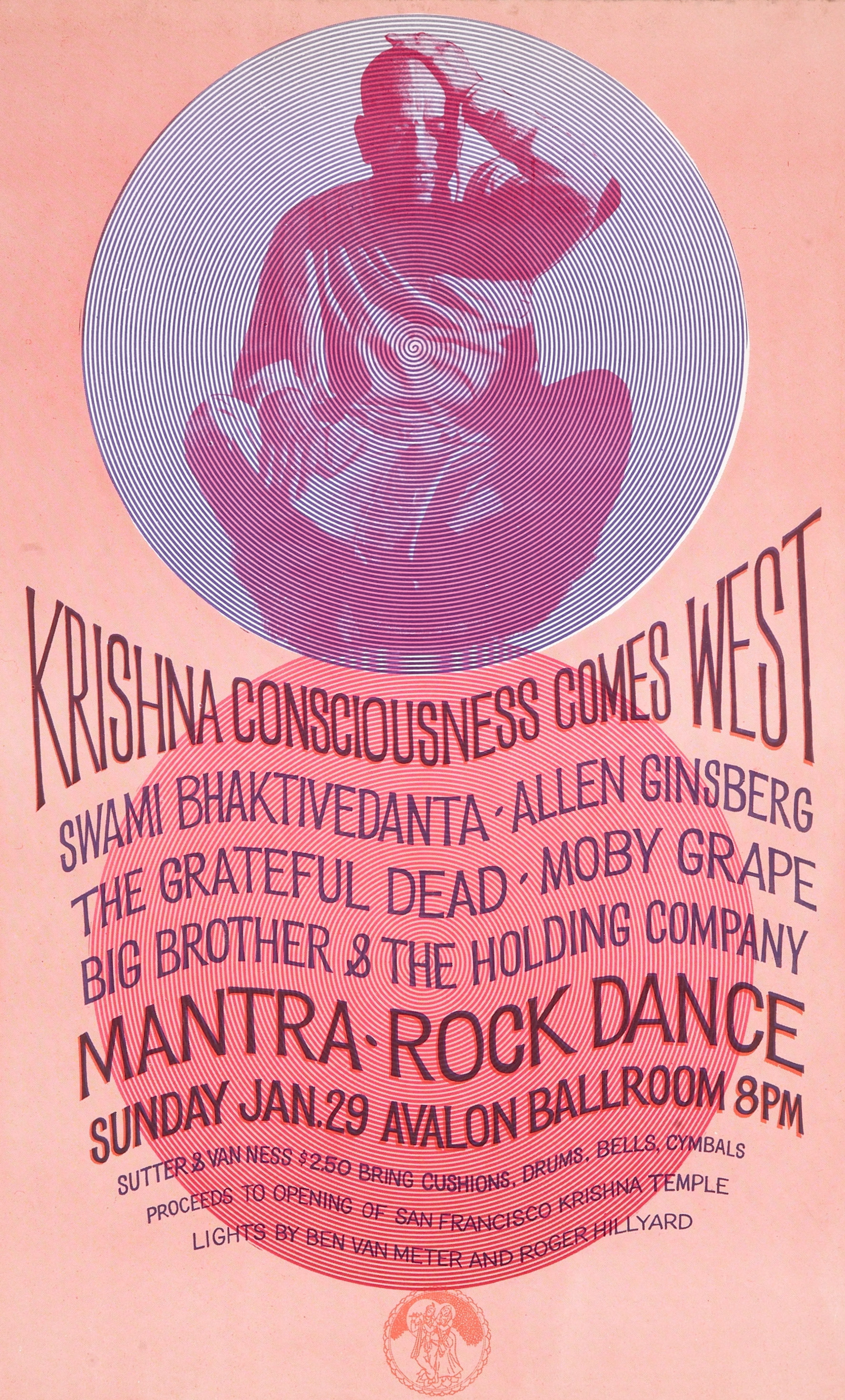
El cartell promocional de Mantra-Rock Dance amb Allen Ginsberg juntament amb les principals bandes de rock.

### Malaltia i mort

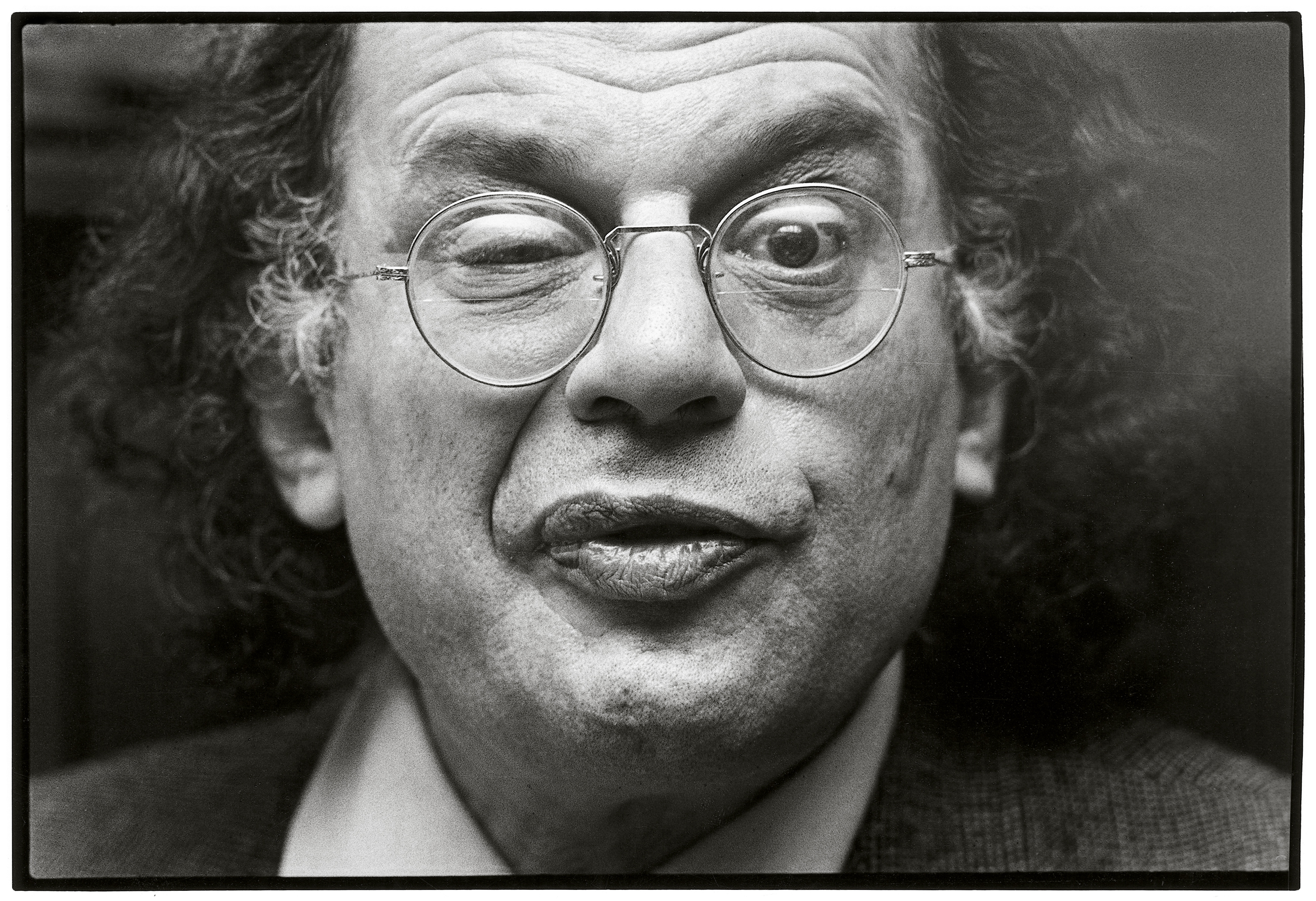
Allen Ginsberg, 1979

## Obres

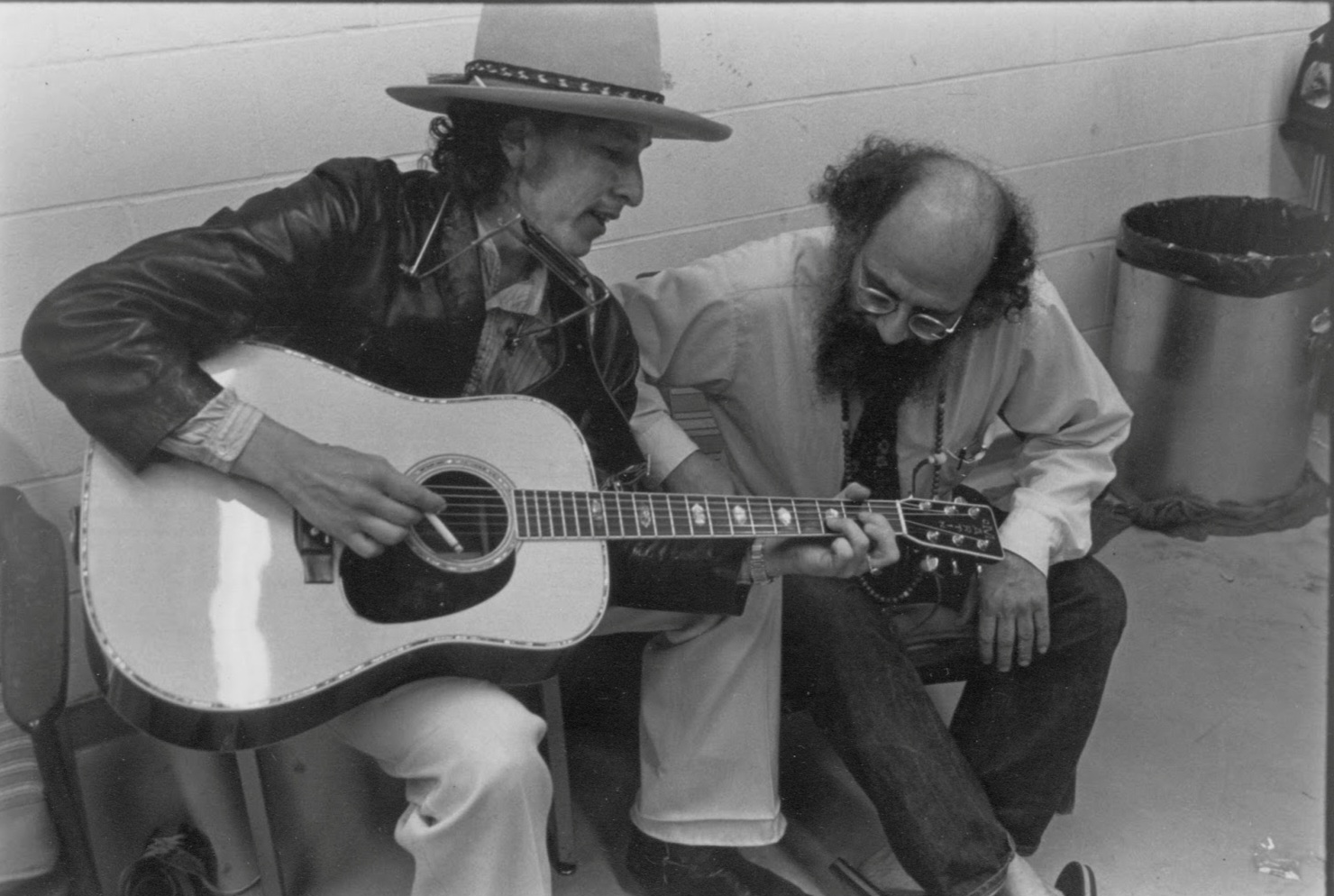
Allen Ginsberg amb Bob Dylan el 1975